# Есперос
Есперос (фр. Espérausses) насеље је и општина у јужној Француској у региону Миди Пирене, у департману Тарн која припада префектури Кастр.
По подацима из 2011. године у општини је живело 165 становника, а густина насељености је износила 13,52 становника/km². Општина се простире на површини од 12,2 km². Налази се на средњој надморској висини од 563 метара (максималној 802 m, а минималној 473 m).

## Демографија
| 1962. | 1968. | 1975. | 1982. | 1990. | 1999. | 2011. |
| ----- | ----- | ----- | ----- | ----- | ----- | ----- |
| 205   | 254   | 203   | 184   | 154   | 133   | 165   |

График промене броја становника у току последњих година